# Bataille d'Aksou (717)
Conquête musulmane de la Transoxiane
La bataille d'Aksou oppose les arabes du Califat omeyyade et leurs alliés du Khanat Türgesh et de l'Empire tibétain à la dynastie chinoise des Tang et a lieu quelque part dans la région du Xinjiang, a proximité de l'actuelle frontière entre la Chine et le Kirghizistan. En l'an 717 du calendrier julien (an 98 ou 99 du calendrier hégirien), les Omeyyades guidés par leurs alliés Turgesh assiègent Buat-ɦuɑn (Aksou) et Dai-dʑi ᴇ k-dʑi ᴇ ŋ (Uqturpan), deux villes de la préfecture d'Aksou, dans l'actuel Xinjiang. Les troupes des Tang, aidées par celles de leurs protectorats turcs de la région, attaquent et mettent en déroute les Arabes, ce qui oblige ces derniers à lever les sièges et à se replier.

## Situation avant le début de la bataille
Le premier conflit entre les Tang et les Omeyyades a lieu en l'an 715 (96 ou 97 A. H.), quand Ikhshid, le roi de la Vallée de Ferghana, est déposé avec l'aide des arabes du califat de Damas, qui installent un nouveau roi nommé Alutar sur le trône. le roi déchu s'enfuit jusqu'à Kucha, qui est le siège du Protectorat d'Anxi. Là, il prend contact avec les autorités Chinoises et leur demande de l'aide. Les Tang réagissent en envoyant à Ferghana une armée de 10 000 soldats commandée par le général Zhang Xiaosong. Xiaosong inflige une cuisante défaite a Alutar et aux troupes Arabes à Namangan et réinstalle Ikhshid sur son trône.
En 717, les Arabes attaquent de nouveau la Transoxiane et espèrent réussir à s'emparer du district des quatre Garnisons d'Anxi, à partir duquel les Tang dominent la région.

## La bataille
Pour s'emparer de ce district, les Arabes du califat Omeyyades sollicitent l'aide de leurs alliés Türgesh et Tibétains. Ensemble, ils assiègent Buat-ɦuɑn (Aksou) et Dai-dʑi ᴇ k-dʑi ᴇ ŋ (Uqturpan), deux villes de la région de l'Aksou, région qui fait partie dudit district et qui est donc sous protection chinoise.
À cette date, le district des Quatre Garnisons d'Anxi est dirigé par Tang Jiahui. Lorsqu'il est mis au courant de l'attaque des Omeyyades, il riposte en envoyant deux armées:
- La première, commandée par Jiahui lui-même, est composée de troupes irrégulières des Tang, autrement dit des milices populaires composées en partie d'ancien militaires[1].
- La seconde est composée de cavaliers Karlouks et est dirigé par Ashina Xin[1].

Dans la bataille qui s'ensuit, l'armée arabe subit une défaite cuisante et est forcée de battre en retraite. De nombreux soldats arabes sont capturés, puis libérés après que le califat ait payé une rançon, composée pour l'essentiel d'or, afin de pouvoir les récupérer.

## Conséquences
Le principal résultat de cette bataille est que les Arabes sont expulsés du nord de la Transoxiane. Le Khanat Türgesh fait sa soumission aux Tang, puis lance des attaques contre les arabes dans la vallée de Ferghana. Pour récompenser la loyauté et la ferveur de ces nouveaux alliés, l'empereur Tang Xuanzong donne des titres impériaux à Soulouk (en), le Khagan des Türgesh, et lui offre la ville de Suyab. Avec le soutien des Chinois, les Türgesh multiplient les attaques punitives contre leurs anciens alliés musulmans et finissent par réussir à les expulser de Ferghana, à l'exception de quelques forts.